# 62.º Batallón Aéreo de Reemplazo
El 62º Batallón Aéreo de Reemplazo (62. Flieger-Ersatz-Abteilung) fue una unidad de la Luftwaffe de la Alemania nazi.

## Historia
Fue formado el 1 de noviembre de 1938 en Quedlinburg, a partir del 17.º Batallón Aéreo de Reemplazo. El 1 de abril de 1939 es reasignado al I Batallón de Instrucción del 62.º Regimiento de Instrucción Aérea.

## Comandantes
- Coronel Heinz Funke (1 de febrero de 1939 – 1 de abril de 1939).